# 3758 Karttunen
3758 Karttunen (1983 WP) là một tiểu hành tinh vành đai chính được phát hiện ngày 28 tháng 11 năm 1983 bởi E. Bowell ở Flagstaff (AM).